# Domaine public en droit de la propriété intellectuelle français
Pour les articles homonymes, voir Domaine public en droit français.

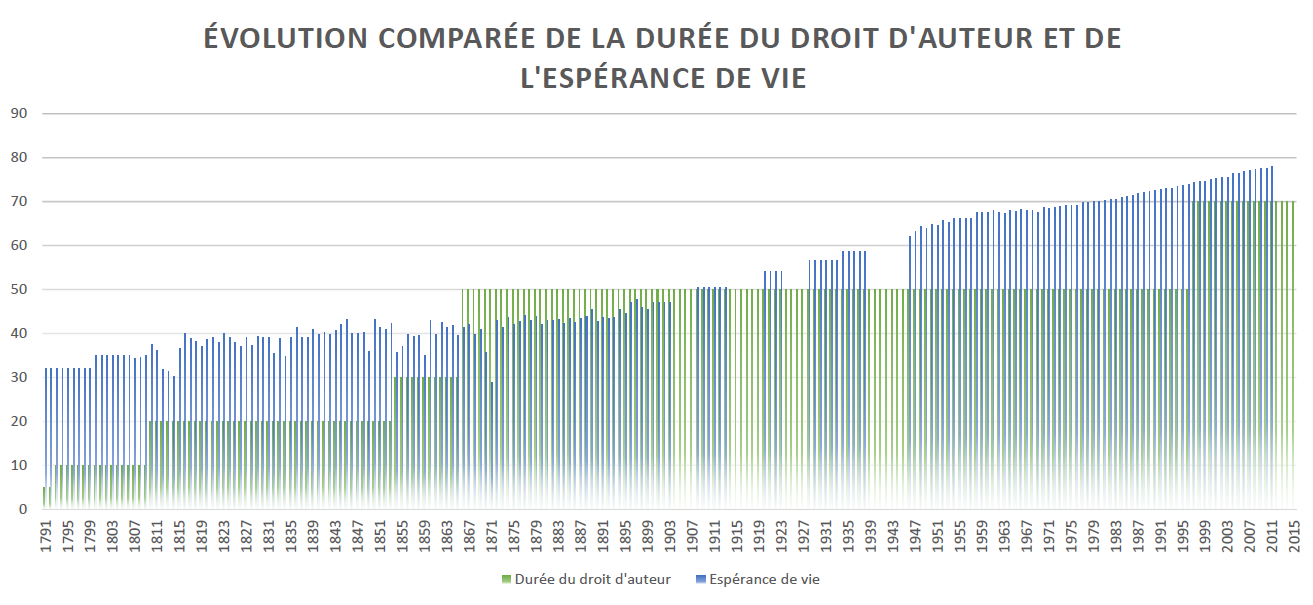
Évolution comparée de la durée du droit d'auteur et de l'espérance de vie.

En droit de la propriété intellectuelle, le domaine public est le statut juridique des biens intellectuels (œuvres, inventions…) pour lesquels, au terme de leur durée de protection[Quoi ?], il n'est plus nécessaire de demander une autorisation d'exploitation[Quoi ?] quelconque.
Les inventions brevetées sont protégées durant 20 ans à compter du jour de dépôt de la demande[Quoi ?]. Les marques sont protégées pendant dix ans à compter de leur dépôt, cette période étant renouvelable indéfiniment[réf. nécessaire].
Sauf exceptions, les œuvres dont les auteurs sont décédés avant 1955 sont entrées en France dans le domaine public.

## Entrée dans le domaine public d'une œuvre

### Quand l’œuvre entre-t-elle dans le domaine public?
L'article L. 123-1 du Code de la propriété intellectuelle précise : « L'auteur jouit, sa vie durant, du droit exclusif d'exploiter son œuvre sous quelque forme que ce soit et d'en tirer un profit pécuniaire. Au décès de l'auteur, ce droit persiste au bénéfice de ses ayants droit pendant l'année civile en cours et les 70 années qui suivent ». Ainsi la plupart des œuvres, qui suivent ce régime général, entrent dans le domaine public un 1er janvier. Les œuvres dont les auteurs sont morts avant 1955 sont donc entrées dans le domaine public, sauf exceptions.
Contrairement à d'autres juridictions (comme aux États-Unis), il n'est pas possible techniquement de mettre une œuvre volontairement dans le domaine public, l'auteur ne pouvant légalement céder tous ses droits, et notamment le droit moral, qui possède un caractère inaliénable. Certaines licences, telle la licence CC0, tentent de se rapprocher le plus possible du domaine public, en permettant de renoncer à autant de droits que l'autorise la loi.

#### Prorogations
Lorsque l'auteur est mort pour la France les droits sont prorogés d'une durée de trente ans (art. L 123-10 du CPI). S'ajoutent à ce délai des prorogations liées aux guerres mondiales (art. L 123-8 et 9 du CPI). Cependant, ces prorogations sont appliquées aux « droits accordés par la loi du 14 juillet 1866 » (art. L 123-8 et 9 du CPI), qui correspondent à une base de 50 ans, non de 70 ans. Les œuvres bénéficiant de ces prorogations peuvent ne pas entrer dans le domaine public un 1er janvier, comme ce fut par exemple le cas des œuvres de Guillaume Apollinaire entrées dans le domaine public le 29 septembre 2013.

#### Œuvres posthumes
L'article L 123-4 précise également : « Pour les œuvres posthumes, la durée du droit exclusif est celle prévue à l'article L 123-1. Pour les œuvres posthumes divulguées après l'expiration de cette période, la durée du droit exclusif est de vingt-cinq années à compter du 1er janvier de l'année civile suivant celle de la publication ».
Cela concerne les œuvres littéraires et artistiques (textes, livres, musiques, dessins, peintures...) mais ni les interprétations, ni les films qui sont soumis à un régime spécial.

### Quand l’interprétation entre-t-elle dans le domaine public?
L'interprétation d'une œuvre (par un orchestre, par exemple) appartient à ce que le Code de la propriété intellectuelle nomme les « droits voisins » (articles L 211-1 et suivants).
Sont protégées par les droits voisins :
- L'interprétation de l’œuvre (pour les artistes interprètes),
- La première fixation du phonogramme ou du vidéogramme (pour les producteurs de phonogrammes et de vidéogrammes),
- La première communication au public des programmes (pour les entreprises de communication audiovisuelle).

Ces droits voisins profitent aux interprètes (acteurs, musiciens, chanteurs…) et aux producteurs (phonographiques, cinématographiques). Leur durée est de 50 ans à compter de l'interprétation, la première fixation de l'interprétation, la première publication de cette première fixation. Les transferts d'un même enregistrement audio ou vidéo sur d'autres supports et la restauration ou renumérisation d'un vieil enregistrement n'ouvrent pas une nouvelle période de 50 ans de droits (seules la première fixation ou sa publication comptent).

### La violation des droits voisins fait l’objet de sanctions civiles et pénales
La loi punit de 3 ans d’emprisonnement et de 300 000 euros d’amende toute fixation, reproduction, communication ou mise à la disposition du public, à titre onéreux ou gratuit, ou toute télédiffusion d’une prestation, d’un phonogramme, d’un vidéogramme ou d’un programme, sans l’autorisation, lorsqu’elle est exigée, du titulaire des droits (CPI, art. L 335-4). L’importation ou l’exportation de phonogrammes ou de vidéogrammes réalisées sans l’autorisation du titulaire des droits est puni des mêmes peines (CPI, art. L 335-4).

## Événements

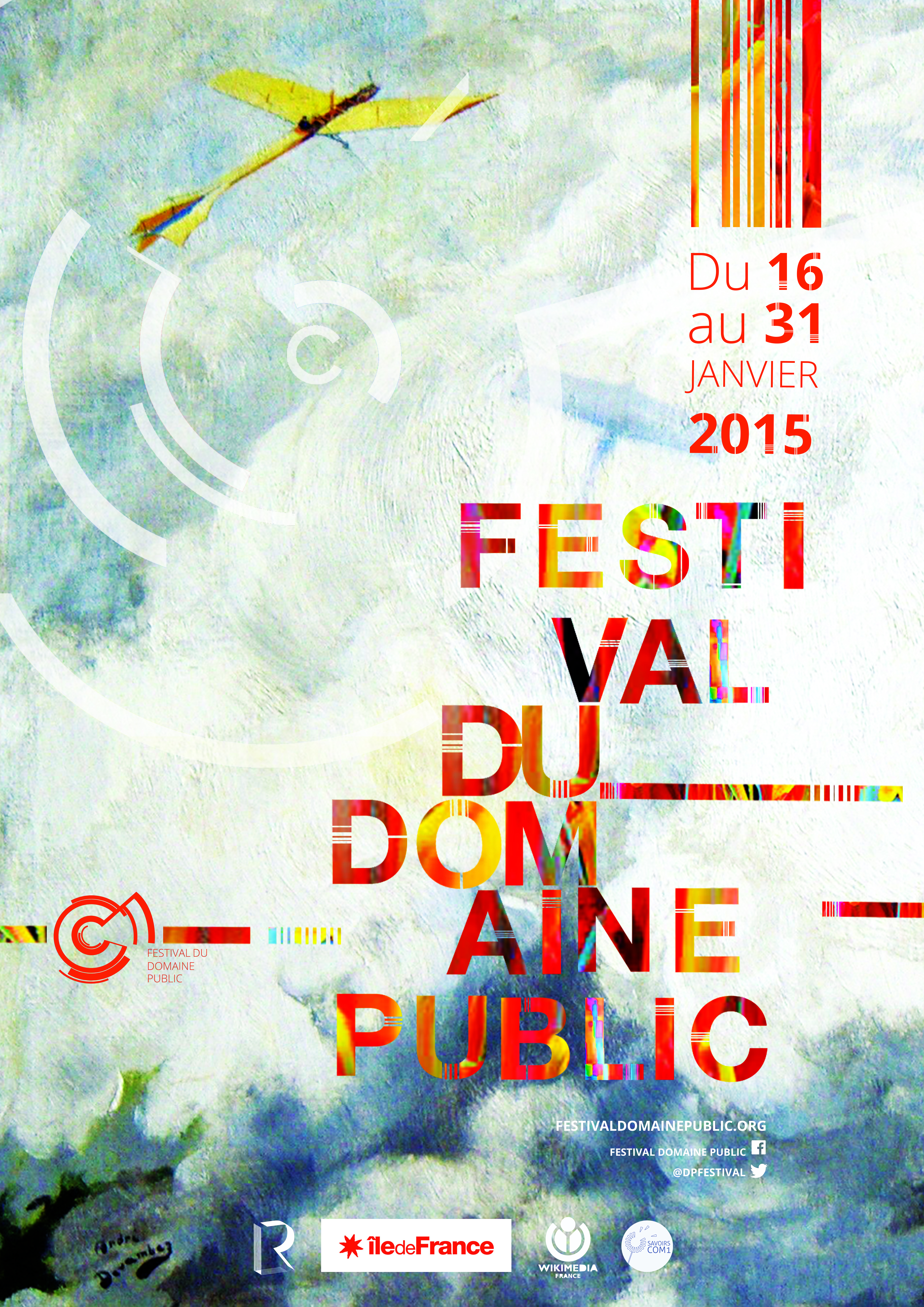
Affiche du Festival du domaine public en 2015.

Puisque les œuvres entrent généralement dans le domaine public un 1er janvier, ce jour est Journée du domaine public et les médias publient alors souvent des articles pour informer quels sont les auteurs dont les œuvres entrent dans le domaine public français,.
Durant tout le mois de décembre Savoirscom1 propose un calendrier de l'avent du domaine public égrénant 31 auteurs qui entreront dans le domaine public le 1er janvier suivant. En janvier 2015 eut lieu le 1er Festival du domaine public à Paris organisé par Véronique Boukali et Alexis Kauffmann.